# Кондрацький Франц Андрійович
Фра́нц Андрі́йович Кондра́цький (* 27 серпня 1884, с. Віравиці, Ланьцутський повіт, Королівство Галичини та Лодомерії, Австро-Угорщина (тепер Лежайський повіт, Підкарпатське воєводство, Польща);— ? після 1939) — український військовик, педагог. Ректор Кам'янець-Подільського інституту народної освіти в 1928—1930 роках, директор Кам'янець-Подільського інституту соціального виховання у 1930—1931.

## Короткий життєпис
Закінчив початкову школу, в 1905 році — Ярославську гімназію. Того ж року вступив до Львівського університету — на філософський факультет, 1908 року перерва навчання для служби в австрійській армії, згодом закінчив університет — спеціальність філолога і філософа.
Володів українською, польською, німецькою, російською, англійською, старогрецькою мовами.
Учительську діяльність розпочав у приватній гімназії в Рогатині. Цього часу підготував наукові праці: «Золотий вік» у римських поетів", «De ambulatione» латинською мовою, «Дієслова з двома препозиціями в „Іліаді“ Гомера», «Каллімахові гімни» польською мовою та видрукував їх у «Матеріалах філологічного семінару» Львівського університету. Брав дієву участь у житті учительської просвітницької організації.
1912 року в Рогатині одружився.
У серпня 1914 року мобілізований до австрійської армії, призначений командиром роти в піхотну частину.
Восени 1918 року зголошується до лав Української Галицької Армії. Проходив службу у 10-й бригаді, сотник.
31 грудня 1919 року, коли було укладено угоду, згідно якої певні частини УГА, що перейшли на бік більшовиків, оголосили себе Червоною Українською Галицькою Армією, революційний комітет очолив Кондрацький. Станом на серпень 1920 року служив у 45-й радянській дивізії.
Восени 1920 голова Главревкому В. П. Затонський задіяв його як експерта на Ризькій конференції. Зрештою, комуніст Кондрацький залишився в резерві ЦК ВКП(б), пізніше направлений у розпорядження ЦК КП(б)У. 1 листопада 1920 року очолив оргінструкторський відділ наркомату освіти УСРР — працював на цій посаді до 1 лютого 1922 року.
У лютому 1922 — січні 1924 років працював ректором Вінницького інституту народної освіти. Цього брав активну участь в громадському і політичному житті, був обраний депутатом міської ради, входив до освітньої комісії. Кілька місяців очолював відділ освіти Подільського губвиконкому.
В 1922—1923 роках брав участь в роботі I і II Всеукраїнських педагогічних конференцій у Харкові. Після ліквідації Вінницького інституту народної освіти у січні 1924 року очолив Сутиський сільськогосподарський технікум Вінницької округи.
З вересня 1925 року призначений деканом факультету соціального виховання Кам'янець-Подільського інституту. Починаючи з 1926 року — в складі Кам'янець-Подільського наукового товариства при ВУАН. У грудні того ж року після утворення Кам'янець-Подільської науково-дослідної кафедри призначений її тимчасовим завідувачем. 1929 року під його редакцією видано перший том «Записок» кафедри, та Ф. Й. Донського, І. А. Любарського, С. А. Плюйка, Ю. К. Новодраного.
У січні 1928 року Володимира Гериновича призначено на посаду заступника директора Географічного інституту в Харкові, Кондрацький — виконувач обов'язків ректора Кам'янець-Подільського інституту народної освіти, з грудня того ж року — ректор. Після реорганізації у вересні 1930 року в інститут соціального виховання був його директором.
В квітні 1931 року призначений директором Дніпропетровського фізико-механіко-математичного інституту, в Кам'янці ректором стає Палько П. С. З вересня того ж року Кондрацький — професор, викладач діамату в Дніпропетровському інституті інженерів транспорту. З 1932 року керував групою науки обласного відділу народної освіти.
13 квітня 1933 року заарештований; після тривалого слідства звинувачений в участі у нібито контрреволюційній «Українській військовій організації». Його робота по добору, навчанню і вихованню кадрів кваліфікована як «діяльність зі створенням повстанських сил для збройного виступу проти радянської влади».
Засуджений на 5 років виправно-трудових таборів, відбував у таборі «Дальлаг» в Хабаровську. В умовно-достроковому звільненні 1936 року йому було відмовлено. 1938 року після закінчення терміну покарання знову заарештований, після завершення слідства 8 червня 1939 року звільнений. Подальша доля невідома.
20 липня 1989 року був реабілітований.
Був співавтором збірників:
- 1926 — «Записки Кам'янець-Подільського інституту народньої освіти / під ред. В. Гериновича, Ф. Кондрацького, М. Курневича, І. Любарського». — Кам'янець на Поділлю, Друкарня ім. Леніна, 1926. — Том 1,
- 1927 — «Записки Кам'янець-Подільського інституту народної освіти / під ред. В. Гериновича, Ф. Кондрацького, М. Курневича, І. Любарського, Д. Ходорковського, А. Чепорнюка» — Кам'янець на Поділлю, Друк. ім. Леніна, 1927 — Том 2.